# Bangor (Maine)
Bangor es una ciudad ubicada en el condado de Penobscot en el estado estadounidense de Maine. En el Censo de 2010 tenía una población de 33.039 habitantes y una densidad poblacional de 368,75 personas por km².

## Geografía
Bangor se encuentra ubicada en las coordenadas 44°49′50″N 68°47′33″O / 44.83056, -68.79250. Según la Oficina del Censo de los Estados Unidos, Bangor tiene una superficie total de 89.6 km², de la cual 88.74 km² corresponden a tierra firme y (0.96%) 0.86 km² es agua.

## Clima
| Parámetros climáticos promedio de Bangor International Airport, Maine (1981-2010 promedios, extremos 1925-2015) | Parámetros climáticos promedio de Bangor International Airport, Maine (1981-2010 promedios, extremos 1925-2015) | Parámetros climáticos promedio de Bangor International Airport, Maine (1981-2010 promedios, extremos 1925-2015) | Parámetros climáticos promedio de Bangor International Airport, Maine (1981-2010 promedios, extremos 1925-2015) | Parámetros climáticos promedio de Bangor International Airport, Maine (1981-2010 promedios, extremos 1925-2015) | Parámetros climáticos promedio de Bangor International Airport, Maine (1981-2010 promedios, extremos 1925-2015) | Parámetros climáticos promedio de Bangor International Airport, Maine (1981-2010 promedios, extremos 1925-2015) | Parámetros climáticos promedio de Bangor International Airport, Maine (1981-2010 promedios, extremos 1925-2015) | Parámetros climáticos promedio de Bangor International Airport, Maine (1981-2010 promedios, extremos 1925-2015) | Parámetros climáticos promedio de Bangor International Airport, Maine (1981-2010 promedios, extremos 1925-2015) | Parámetros climáticos promedio de Bangor International Airport, Maine (1981-2010 promedios, extremos 1925-2015) | Parámetros climáticos promedio de Bangor International Airport, Maine (1981-2010 promedios, extremos 1925-2015) | Parámetros climáticos promedio de Bangor International Airport, Maine (1981-2010 promedios, extremos 1925-2015) | Parámetros climáticos promedio de Bangor International Airport, Maine (1981-2010 promedios, extremos 1925-2015) |
| Mes | Ene. | Feb. | Mar. | Abr. | May. | Jun. | Jul. | Ago. | Sep. | Oct. | Nov. | Dic. | Anual |
| --- | --- | --- | --- | --- | --- | --- | --- | --- | --- | --- | --- | --- | --- |
| Temp. máx. abs. (°C)                                                                                            | 17.2 | 15.6 | 28.9 | 32.2 | 35.6 | 36.7 | 37.2 | 40 | 37.2 | 33.3 | 23.9 | 18.3 | ' |
| Temp. máx. media (°C)                                                                                           | -2.6 | -0.4 | 4.4 | 11.6 | 18.4 | 23.5 | 26.3 | 25.7 | 21 | 14.2 | 7.4 | 0.9 | 12.6 |
| Temp. mín. media (°C)                                                                                           | -14.1 | -12.1 | -6.4 | 0.1 | 5.8 | 11.1 | 14.3 | 13.3 | 8.8 | 2.7 | -1.9 | -9.2 | 1.1 |
| Temp. mín. abs. (°C)                                                                                            | -33.9 | -35.6 | -26.7 | -15.6 | -5 | -1.7 | 2.8 | -1.7 | -5 | -11.7 | -19.4 | -32.8 | ' |
| Precipitación total (mm)                                                                                        | 73.4 | 64 | 85.9 | 91.9 | 92.5 | 95.5 | 87.9 | 75.7 | 97.3 | 105.9 | 106.7 | 88.4 | 1065 |
| Nevadas (cm) | 51.1 | 36.3 | 36.6 | 8.6 | 0 | 0 | 0 | 0 | 0 | 1 | 9.1 | 35.3 | 177.8 |
| Días de precipitaciones (≥ 0.01 in)                                                                             | 10.6 | 9.3 | 11.0 | 11.3 | 12.7 | 12.0 | 11.2 | 10.5 | 9.4 | 11.0 | 11.5 | 12.0 | 132.5 |
| Días de nevadas (≥ 0.1 in)                                                                                      | 7.9 | 6.8 | 4.8 | 1.5 | 0 | 0 | 0 | 0 | 0 | 0 | 1.3 | 6.1 | 28.4 |
| Fuente: NOAA | | | | | | | | | | | | | |

## Demografía
Según el censo de 2010, había 33.039 personas residiendo en Bangor. La densidad de población era de 368,75 hab./km². De los 33.039 habitantes, Bangor estaba compuesto por el 93.11% blancos, el 1.69% eran afroamericanos, el 1.2% eran amerindios, el 1.66% eran asiáticos, el 0.05% eran isleños del Pacífico, el 0.33% eran de otras razas y el 1.96% pertenecían a dos o más razas. Del total de la población el 1.49% eran hispanos o latinos de cualquier raza.
El escritor Stephen King reside en Bangor.

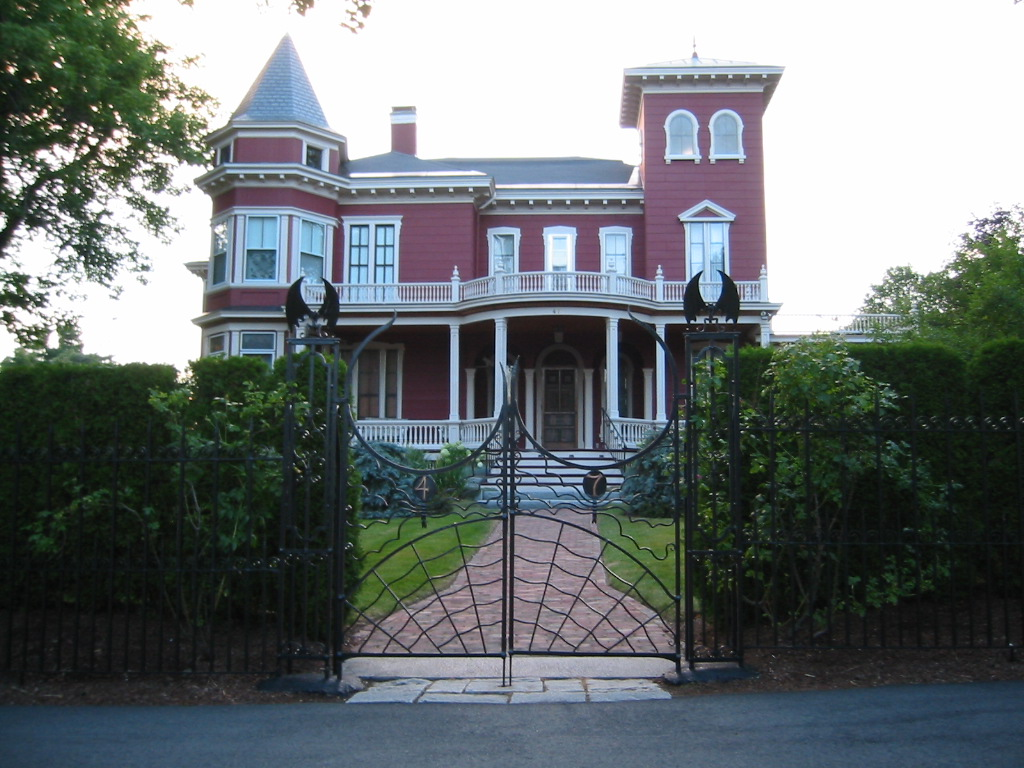
La casa de Stephen King en Bangor.